# Chama cha Demokrasia na Maendeleo
Die Chama cha Demokrasia na Maendeleo (CHADEMA, Swahili für Partei für Demokratie und Fortschritt) ist eine konservative politische Partei in Tansania.

## Geschichte
CHADEMA wurde 1993 gegründet und ist Mitglied der Democrat Union of Africa (DUA), einer regionalen Gliederung der International Democratic Union (IDU), einer Vereinigung von 80 konservativen und christlich-demokratischen Parteien.
Im Jahr 1995 gewann die Partei 4 der 269 Sitze in der Tansanischen Nationalversammlung und 42 Räte in den Regionen.
Bei den Parlamentswahlen in Tansania 2000 errang die Partei 4 von 269 Sitzen in der Nationalversammlung.
Bei den Präsidentschaftswahlen in Tansania 2005 wurde der CHADEMA-Kandidat Freeman Mbowe mit 668.756 Stimmen und 5,8 Prozent dritter von zehn Kandidaten. Bei der Wahl zur Nationalversammlung erreichte die Partei 888.133 Stimmen und 8,2 Prozent. Damit erhielten sie 5 direkte Sitze und 6 zusätzliche Sitze für Frauen.
Einen großen Wahlerfolg errang sie am 31. Oktober 2010 bei der Präsidentschaftswahl in Tansania 2010, als ihr Kandidat Willibrod Peter Sloo mit 27 Prozent der Stimmen zweiter nach dem Regierungskandidaten wurde und die Partei 48 Sitze in der Nationalversammlung erhielt.
2015 erreichte Edward Lowassa, der zuvor der CCM angehört hatte, 40 Prozent der Stimmen, womit er John Magufuli (CCM) unterlag.
Zwei Tage nach der Wahl 2020 erklärte die Wahlkommission Präsident John Magufuli mit 84 Prozent zum Sieger, Tundu Lissu von CHADEMA habe 13 Prozent erhalten. Bei den Parlamentswahlen habe CCM 218 der 220 Sitze erhalten. CHADEMA warf der Regierungspartei Wahlbetrug vor und rief zusammen mit der Oppositionspartei ACT-Wazalendo zu einer Massendemonstration auf. Da das offizielle Wahlergebnis nicht der Wahlordnung entsprechend innerhalb von 30 Tagen nach der Wahl bekanntgegeben wurde, sondern erst 10 Monate nach der Wahl, boykottierte CHADEMA die Veranstaltung. Die Botschaft der USA sah glaubhafte Vorwürfe signifikanten Wahlbetrugs und von Einschüchterungen.

## Parteiführung
Der Parteiführung gehören an:
- Parteivorsitzender: Freeman Mbowe
- Stellvertretender Vorsitzender: Tundu Lissu
- Generalsekretär Festland: John John Mnyka
- Generalsekretär Sansibar: Salum Mwalim Juma

## Programm
Chadema ist eine Mitte-Rechts-Partei. Eines ihrer Hauptanliegen ist der Kampf gegen Bestechung und Korruption.
Chademas Programm folgt einem Satz von Julius Nyerere, den er 1958 vor den Vereinten Nationen sprach: Wir bekämpfen Unwissenheit, Armut und Krankheit.

## Sonstiges
Der Vorsitzende Tundu Lissu wurde 2017 so schwer durch Schüsse verletzt, dass er nach Belgien gebracht und dort mehrfach operiert wurde. 2019 wurde ihm sein Abgeordnetenmandat in der Nationalversammlung entzogen. Im Juni 2020 wurde der Chairman Freeman Mbowe so zusammengeschlagen, dass er einen Beinbruch erlitt.
Nach der Wahl 2020 wurde Freeman Mbowe zusammen mit Tundu Lissu und weiteren Chadema-Führern von der Polizei festgenommen, nachdem sie die Echtheit der Wahl angezweifelt und der siegreichen CCM Wahlmanipulation vorgeworfen hatten.